# Brzina kruženja
Brzina kruženja ili prva kozmička brzina vk ovisi o gravitacijskoj konstanti nebeskoga tijela G, njegovoj masi M i o polumjeru kružne staze r:
{\displaystyle v_{k}={\sqrt {\frac {G\cdot M}{r}}}}
Iako zbog otpora atmosfere staze satelita oko Zemlje na visinama manjima od 200 kilometara nisu moguće, prva kozmička brzina na površini Zemlje teoretski iznosi 7,91 km/s, na površini Mjeseca 1,68 km/s, Marsa 3,56 km/s.

### Kruženje satelita
Isaac Newton je shvatio da je kružno gibanje sastavljeno od dviju komponenti, od gibanja stalnom brzinom po pravcu i od jednoliko ubrzanog gibanja sa smjerom prema središtu kruženja. Kad ne bi bilo privlačenja, tijelo bi jednolikom brzinom vk odmicalo po pravcu i za vrijeme t prešlo put vk∙t. No istodobno, zbog gravitacijskog privlačenja, tijelo pada prema centru i u tom padu, u vrijeme t, prevali put gt2/2. Ako tijelo ipak ostaje na kružnici, mora biti da ono u vrijeme t za toliko odmakne od kružnice za koliko ujedno i padne na kružnicu! Taj proces prisutan je na svakom mjestu kružnice, na svakom ma kako malom odsječku puta. Ako bi brzina gibanja v bila manja od brzine kruženja vk, to tijelo bi zbog slobodnog pada prišlo središtu Zemlje više nego što bi se u jednolikom gibanju po pravcu od nje odmaknulo, pa bi tako prelazilo s kružnice većeg polumjera na kružnicu manjeg polumjera, te bi u spirali napokon palo na Zemlju. 
Prisilimo li neko tijelo da se na vrtuljku giba brzinom v, tada ono u smjeru prema centru ima ubrzanje g (centripetalno ubrzanje). Između brzine gibanja v po kružnoj stazi polumjera r i centripetalne akceleracije g postoji veza:
{\displaystyle g={\frac {v^{2}}{r}}}
Giba li se tijelo po kružnici i pojačamo li centripetalnu silu, porast će i ubrzanje i brzina. No ako je sila privlačenja gravitacijska, a u centru gibanja nalazi se masa M, tada je centripetalna akceleracija posve određena i jednaka izrazu:
{\displaystyle g=G\cdot {\frac {M}{r^{2}}}\ }
Tim uvjetom se za dani polumjer staze od svih mogućih centripetalnih ubrzanja odabire samo jedno ubrzanje (akceleracija), a njoj odgovara samo jedna, posve određena brzina. Izjednačavanjem gornjih dvaju izraza, dobivamo:
{\displaystyle v=v_{k}={\sqrt {\frac {G\cdot M}{r}}}}
Za Zemlju (M = 6 ∙1024 kg) brzina kruženja ili orbitalna brzina na samoj površini (r = 6 378 km) iznosila bi 7 910 m/s ili 7,91 km/s. Ta se brzina zove i prvom kozmičkom brzinom. Na svakoj drugoj razini iznad površine Zemlje brzina kruženja ima drugu vrijednost.

## Kozmička brzina
Kozmička brzina je brzina koju treba postići fizikalno tijelo (na primjer prirodni ili umjetni satelit) kako bi se i bez dodatne sile potiska nastavilo kretati kružnom stazom oko nekoga nebeskog tijela (prva kozmička brzina), oslobodilo njegova gravitacijskoga polja i počelo udaljavati paraboličnom stazom (druga kozmička brzina), odnosno oslobodilo gravitacijskog utjecaja Sunca (treća kozmička brzina). Centrifugalna sila tijela koje je postiglo prvu kozmičku brzinu izjednačava se s privlačnom silom planeta. Ako zbog nekog razloga, na primjer zbog sudara s česticama prašine ili plinova iz atmosfere, ne dođe do postupnog opadanja brzine, tijelo se zauvijek kreće po prvobitnoj kružnoj stazi. 